# Воздушные пути (альманах)
«Воздушные пути» — литературный альманах. Выходил в Нью-Йорке под редакцией Романа Гринберга. Всего вышло 5 выпусков с 1960 по 1967.
В названии альманаха заявлена связь с творчеством Бориса Пастернака (так же называется один из его ранних рассказов). Первый выпуск был посвящён 70-летию Пастернака.
В альманахе впервые опубликованы «Поэма без героя» Анны Ахматовой, 4 рассказа и письма Исаака Бабеля, письма Тэффи, автобиографические материалы из архивов Владислава Ходасевича, Марины Цветаевой и Бориса Савинкова), запись суда над Иосифом Бродским, сделанная Фридой Вигдоровой, поэма Цветаевой «Перекоп».
В каждом номере публиковались статьи известных критиков и ученых-славистов (Г. Адамович, В. Вейдле, В. Марков, Л. Ржевский, Ф. Степун, Г. Струве, Б. Филиппов).
Все выпуски отпечатаны в нью-йоркской типографии Rausen Brothers, 142 East 32 Street или её филиалах.